# Anstaing
Anstaing est une commune française située dans le département du Nord, en région Hauts-de-France.
Elle fait partie de la Métropole européenne de Lille.

## Géographie

### Localisation
Anstaing se situe dans le pays du Mélantois, à la limite de la Pévèle en Flandre romane, à 13,5 km au sud-est de Lille, 42,1 km au nord de Douai et à 15,8 km à l'ouest de Tournai.

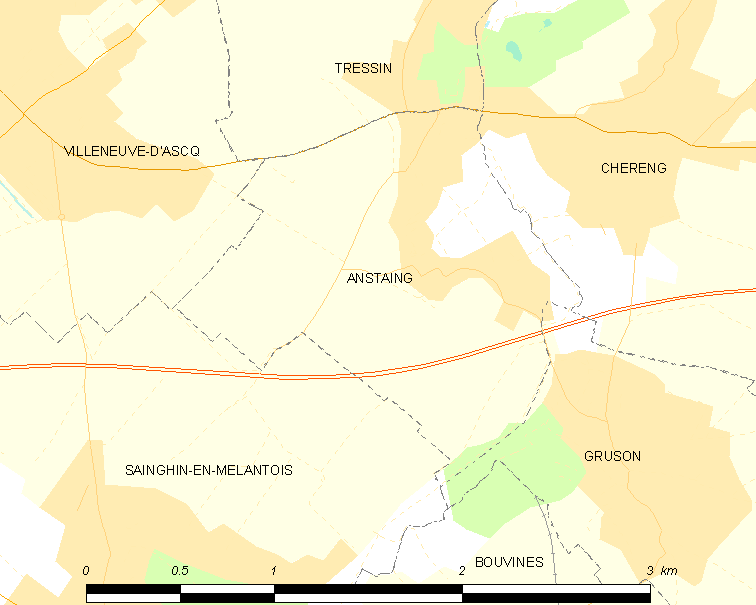
Position d'Anstaing par rapport aux communes limitrophes.

| Villeneuve-d'Ascq     | Tressin  | Chéreng |
|                       | Anstaing |         |
| Sainghin-en-Mélantois |          | Gruson  |

### Hydrographie

#### Réseau hydrographique
La commune est située dans le bassin Artois-Picardie. Elle est drainée par,.
La Marque, d'une longueur de 32 km, prend sa source dans la commune de Thumeries et se jette  dans le canal de Roubaix à Wasquehal, après avoir traversé 25 communes. Les caractéristiques hydrologiques de la Marque sont données par la station hydrologique située sur la commune. Le débit moyen mensuel est de 0,836 m3/s. Le débit moyen journalier maximum est de 12,714 décembre 196 610,8 m3/s, atteint le 4 mars 2024.

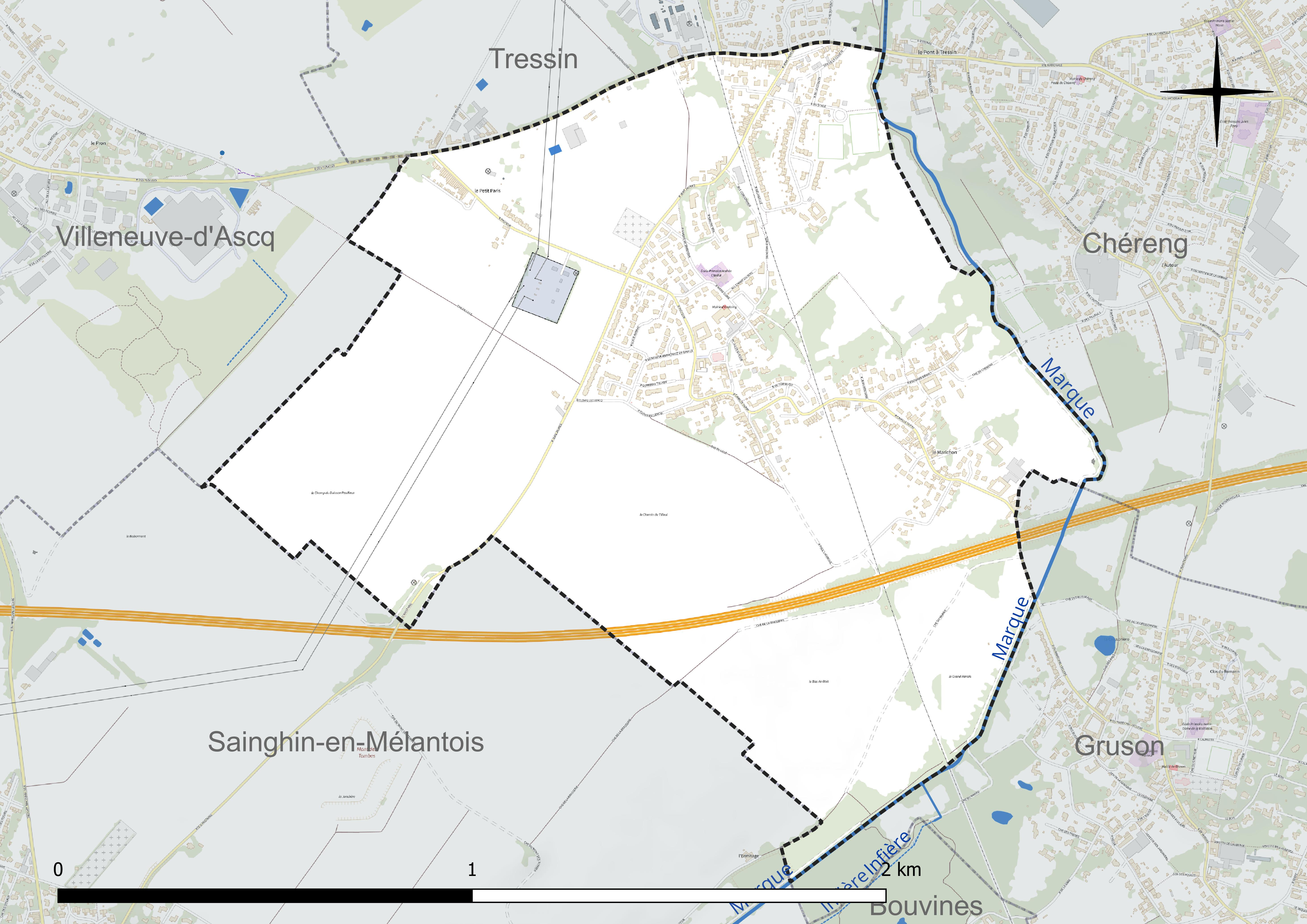
Réseau hydrographique d'Anstaing.

#### Gestion et qualité des eaux
Le territoire communal est couvert par le schéma d'aménagement et de gestion des eaux (SAGE) « Marque Deûle ». Ce document de planification concerne un territoire de 1 120 km2 de superficie, délimité par les bassins versants de la Marque et de la Deûle, formant une vaste cuvette sédimentaire de 40 km de long et de 25 km de large, où la pente est très faible. Le périmètre a été arrêté le 2 décembre 2005 et le SAGE proprement dit a été approuvé le 9 mars 2020. La structure porteuse de l'élaboration et de la mise en œuvre est la Métropole européenne de Lille.
La qualité des cours d'eau peut être consultée sur un site dédié géré par les agences de l'eau et l'Agence française pour la biodiversité.

### Climat
Pour des articles plus généraux, voir Climat des Hauts-de-France et Climat du Nord.
En 2010, le climat de la commune est de type climat océanique dégradé des plaines du Centre et du Nord, selon une étude du CNRS s'appuyant sur une série de données couvrant la période 1971-2000. En 2020, Météo-France publie une typologie des climats de la France métropolitaine dans laquelle la commune est exposée à un climat océanique et est dans la région climatique Nord-est du bassin Parisien, caractérisée par un ensoleillement médiocre, une pluviométrie moyenne régulièrement répartie au cours de l'année et un hiver froid (3 °C).
Pour la période 1971-2000, la température annuelle moyenne est de 10,6 °C, avec une amplitude thermique annuelle de 14,4 °C. Le cumul annuel moyen de précipitations est de 684 mm, avec 12,2 jours de précipitations en janvier et 9,3 jours en juillet. Pour la période 1991-2020, la température moyenne annuelle observée sur la station météorologique la plus proche, située sur la commune de Lesquin à 6 km à vol d'oiseau, est de 11,3 °C et le cumul annuel moyen de précipitations est de 740,0 mm,. Pour l'avenir, les paramètres climatiques de la commune estimés pour 2050 selon différents scénarios d'émission de gaz à effet de serre sont consultables sur un site dédié publié par Météo-France en novembre 2022.

## Urbanisme

### Typologie
Au 1er janvier 2024, Anstaing est catégorisée ceinture urbaine, selon la nouvelle grille communale de densité à sept niveaux définie par l'Insee en 2022.
Elle appartient à l'unité urbaine de Lille (partie française), une agglomération internationale regroupant 60  communes, dont elle est une commune de la banlieue,,. Par ailleurs la commune fait partie de l'aire d'attraction de Lille (partie française), dont elle est une commune de la couronne,. Cette aire, qui regroupe 201 communes, est catégorisée dans les aires de 700 000 habitants ou plus (hors Paris),.

### Occupation des sols
L'occupation des sols de la commune, telle qu'elle ressort de la base de données européenne d'occupation biophysique des sols Corine Land Cover (CLC), est marquée par l'importance des territoires agricoles (70,7 % en 2018), en diminution par rapport à 1990 (77,1 %). La répartition détaillée en 2018 est la suivante : 
terres arables (53,2 %), zones urbanisées (27,2 %), prairies (17,4 %), forêts (2,1 %). L'évolution de l'occupation des sols de la commune et de ses infrastructures peut être observée sur les différentes représentations cartographiques du territoire : la carte de Cassini (XVIIIe siècle), la carte d'état-major (1820-1866) et les cartes ou photos aériennes de l'IGN pour la période actuelle (1950 à aujourd'hui).

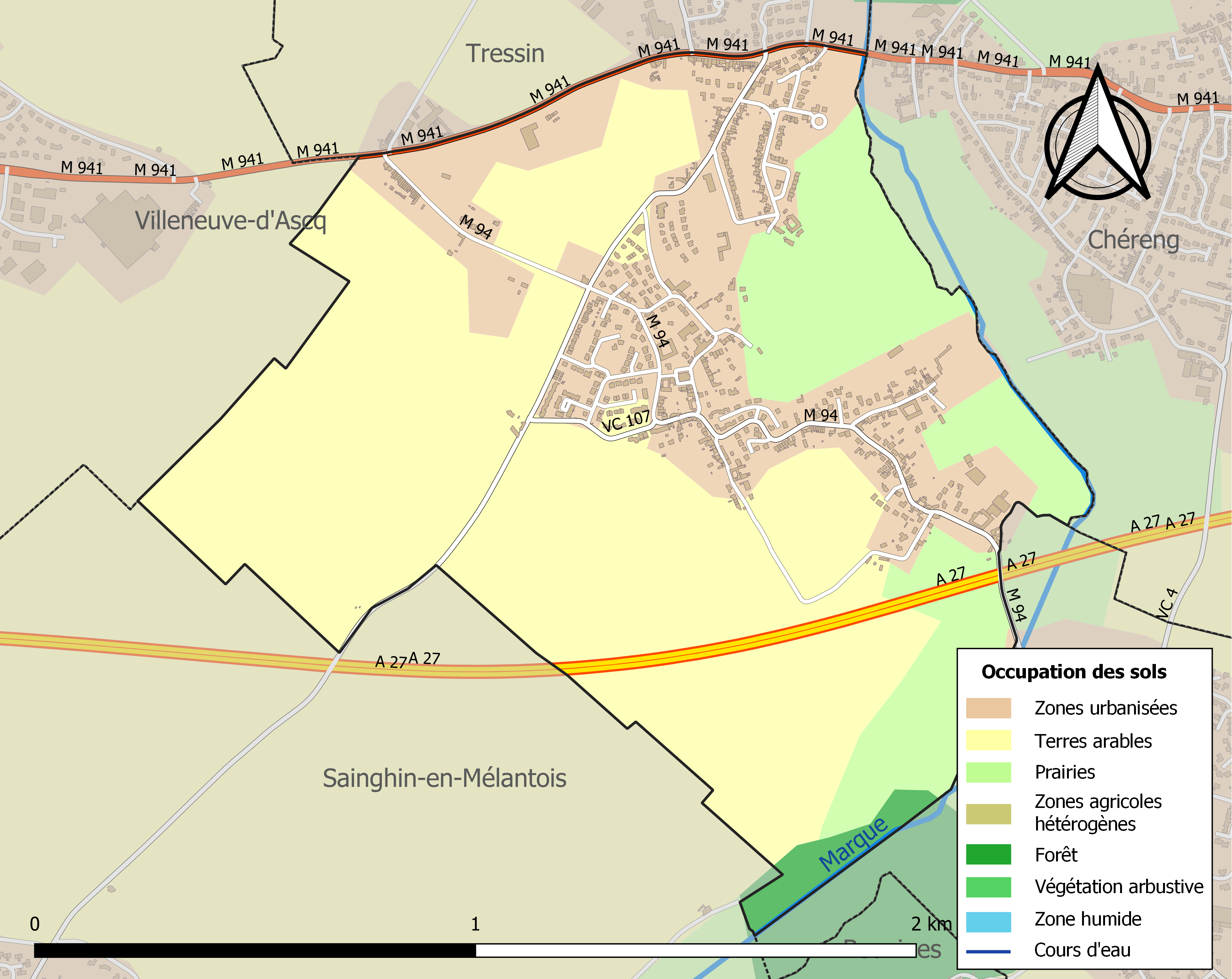
Carte des infrastructures et de l'occupation des sols de la commune en 2018 (CLC).

### Voies de communication et transports
La gare d'Anstaing était desservie par des TER circulant entre les gares d'Ascq et d'Orchies jusqu'à la fermeture de la ligne.
La commune est desservie, en 2023, par les lignes 66, 72 et 73 ainsi que par les lignes sur réservation 20R et 69R du réseau Ilévia.

## Toponymie
Ansten en 1136[réf. nécessaire].

## Histoire
Au XVe siècle, Anstaing faisait partie d'Ascq.
Il y avait autrefois un hôpital destiné à loger les pèlerins. Il fut abandonné après que certains hôtes eurent égorgés ceux qui y étaient préposés. Les biens en furent donnés à l'hôpital St-Sauveur de Lille.
Un vieux château, bâti par les comtes de Flandre, existait encore au XVIIIe siècle.
En août 1693, sont érigées en marquisat (titre de marquis), les terres d'Anstaing et de Gruson, situées dans la châtellenie de Lille, sous la dénomination de marquisat de Fiennes, par lettres données à Versailles et enregistrées le 31 octobre 1699, en faveur de Maximilien de Fiennes, chevalier, comte de Lumbres, maréchal des camps et armées du roi, en récompense des services rendus comme maréchal des camps, brigadier et maître de camp d'un régiment de cavalerie, dans les divers commandements exercés où il a fait preuve de valeur, courage et aussi en considération de sa famille qui est une des plus illustres des Pays-bas, qui a possédé des charges considérables et a donné un connétable à la France sous le règne des rois Jean (Jean le Bon) et Charles V, et est alliée aux maisons les qualifiées dudit pays, et dont le fils, le comte de Fiennes  rend journellement de grands services au roi en qualité de mestre de camp d'un régiment de cavalerie. En cas de non succession mâle ou femelle, le marquisat sera éteint. Maximilien de Fiennes négligea de faire enregistrer ces lettres, et obtient des lettres de surannation datées de Versailles le 26 septembre 1698.
En juillet 1776, sont données à Versailles des lettres autorisant Auguste-Joseph-Félicité de Matharel, fils de Marie-Joseph de Matharel, marquis de Matharel, chevalier de l'ordre de Saint-Louis, gouverneur des ville et château de Honfleur, et d'Adelaïde-Félicité de Fiennes, fille de Maximilien, marquis de Fiennes, maréchal des camps et armées du roi, arrière-petite-fille de Maximilien de Fiennes, comte de Lumbres, chef de la maison de Fiennes, accordant l'érection des terres d'Anstaing et de Gruson (près de Lille) en marquisat, sous le nom de Fiennes et lui permettant à lui et à sa postérité, d'ajouter à son nom et à ses armes, celui et celles de Fiennes du Bois.
À cette date de 1776, la seigneurie d'Anstaing (différente du marquisat évoqué ci-dessus) est détenue par Joseph-Chrétien-Michel-Anaclet Le Maistre (1711-1748), écuyer. Joseph Le Maistre est seigneur d'Anstaing, Thérombecq, Gruson, La Hamayde, Esplechin, Le Brefay, le Colombier, fils de Michel, écuyer et de Marie-Joseph Redincq y Barba. Il nait à Séville le 13 juillet 1711, devient bourgeois de Lille le 19 janvier 1739, meurt à Lille le 22 janvier 1748. Il est enterré à Anstaing. Il se marie le 27 janvier 1738 avec Isabelle-Caroline (ou Charlotte) Jacops (1710-1785), dame de Willem (Willems?), Fresnoy, Robigeux, la haute Anglée, fille de Martin Jacops, seigneur d'Ascq, Rocques, Tereumbecque, bourgeois de Lille et de Marie-Albertine Diedeman. Elle nait à Lille en septembre 1710 (baptisée le 29 septembre 1710) et décède à Lille le 15 avril 1785 à 74 ans,.
La fille de Joseph le Maistre et d'Isabelle Jacops, Isabelle-Ernestine-Joseph le Maistre d'Anstaing, dite Mademoiselle de Thérombecq, épouse à Lille le 18 avril 1769 Charles-Louis-Philippe du Chambge de Liessart (1746-1801), chevalier, seigneur de Liessart (sur Béclers), Frévillers, dit Monsieur de Frévillers, jusqu'à la mort du Président de Liessart son père, conseiller du roi en ses conseils et premier président du bureau des finances de la généralité de Lille après son père, grand bailli du Hainaut, commissaire le 28 juillet 1779 pour l'audition et l'arrêté des comptes des États de Lille, Douai, Orchies (Flandre wallonne). Leur autre fille, Marie-Joseph-Charlotte le Maistre d'Anstaing, née en 1739, se marie le 1er mai 1761 avec Jean-Baptiste-Louis Rouvroy (1733 ou 1735- 1788), né en août 1733 ou 1735, fils de Jacques-François-Alexandre de Rouvroy, chevalier, seigneur de Fournes, trésorier de France au bureau des finances de la généralité de Lille, et de Marie-Claire-Joseph-Bonne Jacops, capitaine au régiment de la Tour-du-Pin, mort le 14 août 1788. Une dernière fille épouse le comte de Bonnescuelle d'Orgères.
À la veille de la Révolution française, Pierre-Albert-Joseph le Maistre, écuyer, est seigneur d'Anstaing. Il a pour femme Isabelle Van Zeller.

### Situation administrative

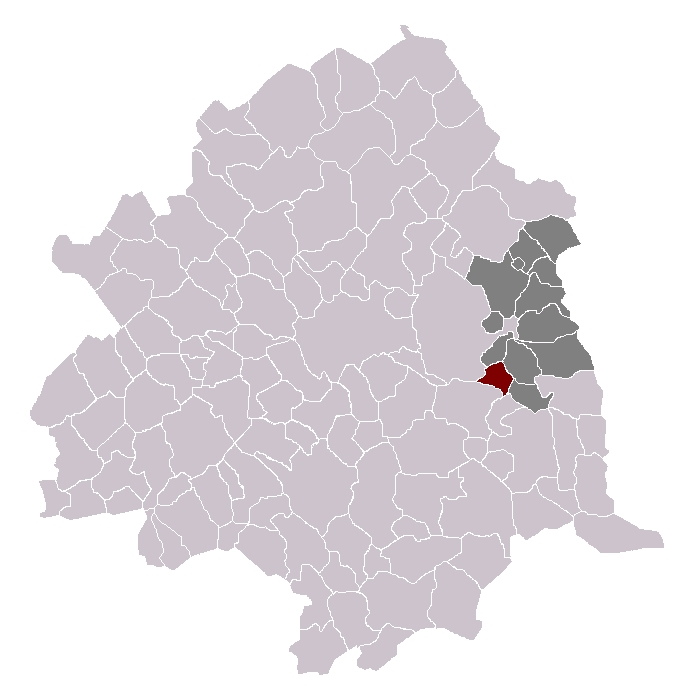
Anstaing dans son canton et son arrondissement.

## Politique et administration

### Liste des maires
Maire de 1802 à 1807 : F. J. Delaoutre,.
Maire en 1808 : Vandevoorde.
| Période                                  | Période   | Identité                                        | Étiquette | Qualité |
| ---------------------------------------- | --------- | ----------------------------------------------- | --------- | ------- |
| 1912                                     | ....      | Charles Paquet                                  | SFIO      |         |
| mars 1983                                | mars 2014 | Roger Willocq                                   | PCF       |         |
| 2014                                     | En cours  | Étienne Dumoulin Réélu pour le mandat 2020-2026 | App. PCF  |         |
| Les données manquantes sont à compléter. |           |                                                 |           |         |

### Instances judiciaires et administratives
La commune relève du tribunal d'instance de Lille, du tribunal de grande instance de Lille, de la cour d'appel de Douai, du tribunal pour enfants de Lille, du tribunal de commerce de Tourcoing, du tribunal administratif de Lille et de la cour administrative d'appel de Douai.

## Population et société

### Démographie

#### Évolution démographique
L'évolution du nombre d'habitants est connue à travers les recensements de la population effectués dans la commune depuis 1793. Pour les communes de moins de 10 000 habitants, une enquête de recensement portant sur toute la population est réalisée tous les cinq ans, les populations de référence des années intermédiaires étant quant à elles estimées par interpolation ou extrapolation. Pour la commune, le premier recensement exhaustif entrant dans le cadre du nouveau dispositif a été réalisé en 2006.

En 2022, la commune comptait 1 643 habitants, en évolution de +14,73 % par rapport à 2016 (Nord : +0,51 %, France hors Mayotte : +2,11 %).
| 1793 | 1800 | 1806 | 1821 | 1831 | 1836 | 1841 | 1846 | 1851 |
| ---- | ---- | ---- | ---- | ---- | ---- | ---- | ---- | ---- |
| 310  | 310  | 404  | 388  | 470  | 461  | 477  | 489  | 496  |

| 1856 | 1861 | 1866 | 1872 | 1876 | 1881 | 1886 | 1891 | 1896 |
| ---- | ---- | ---- | ---- | ---- | ---- | ---- | ---- | ---- |
| 495  | 550  | 560  | 606  | 627  | 650  | 653  | 691  | 709  |

| 1901 | 1906 | 1911 | 1921 | 1926 | 1931 | 1936 | 1946 | 1954 |
| ---- | ---- | ---- | ---- | ---- | ---- | ---- | ---- | ---- |
| 757  | 848  | 849  | 834  | 835  | 842  | 863  | 883  | 904  |

| 1962 | 1968  | 1975 | 1982  | 1990  | 1999  | 2006  | 2011  | 2016  |
| ---- | ----- | ---- | ----- | ----- | ----- | ----- | ----- | ----- |
| 927  | 1 007 | 972  | 1 058 | 1 115 | 1 183 | 1 195 | 1 313 | 1 432 |

| 2021  | 2022  | - | - | - | - | - | - | - |
| ----- | ----- | - | - | - | - | - | - | - |
| 1 601 | 1 643 | - | - | - | - | - | - | - |

#### Pyramide des âges
La population de la commune est relativement jeune.
En 2018, le taux de personnes d'un âge inférieur à 30 ans s'élève à 37,8 %, soit en dessous de la moyenne départementale (39,5 %). À l'inverse, le taux de personnes d'âge supérieur à 60 ans est de 20,3 % la même année, alors qu'il est de 22,5 % au niveau départemental.
En 2018, la commune comptait 727 hommes pour 784 femmes, soit un taux de 51,89 % de femmes, légèrement supérieur au taux départemental (51,77 %).
Les pyramides des âges de la commune et du département s'établissent comme suit.
| Hommes | Classe d’âge | Femmes |
| ------ | ------------ | ------ |
| 0,1    | 90 ou +      | 0,5    |
| 3,7    | 75-89 ans    | 6,7    |
| 15,2   | 60-74 ans    | 14,2   |
| 21,4   | 45-59 ans    | 22,3   |
| 21,4   | 30-44 ans    | 18,7   |
| 15,2   | 15-29 ans    | 17,3   |
| 23,0   | 0-14 ans     | 20,2   |

| Hommes | Classe d’âge | Femmes |
| ------ | ------------ | ------ |
| 0,5    | 90 ou +      | 1,4    |
| 5,3    | 75-89 ans    | 8,1    |
| 14,8   | 60-74 ans    | 16,2   |
| 19,1   | 45-59 ans    | 18,4   |
| 19,5   | 30-44 ans    | 18,7   |
| 20,7   | 15-29 ans    | 19,1   |
| 20,2   | 0-14 ans     | 18     |

### Enseignement
Antaing fait partie de l'académie de Lille.

## Culture locale et patrimoine

### Lieux et monuments
- L'église Saint-Laurent d'Anstaing. Elle contient un bas relief du XVe siècle. L'église abrite également la dalle funéraire de Brisse Leroi, curé d'Anstaing mort en 1300, qui représente saint Laurent présentant le défunt à la Vierge (classé MH en 1922[réf. nécessaire]), et un reliquaire d'argent du XVIIe siècle travaillé au poinçon orné des armes de la famille d'Oignies (classé MH en 1933[réf. nécessaire]).
- Devant le cimetière communal d'Anstaing, le monument aux morts commémore les morts des deux guerres mondiales, et sur le cimetière se trouve la tombe d'un soldat britannique de la Commonwealth War Graves Commission.

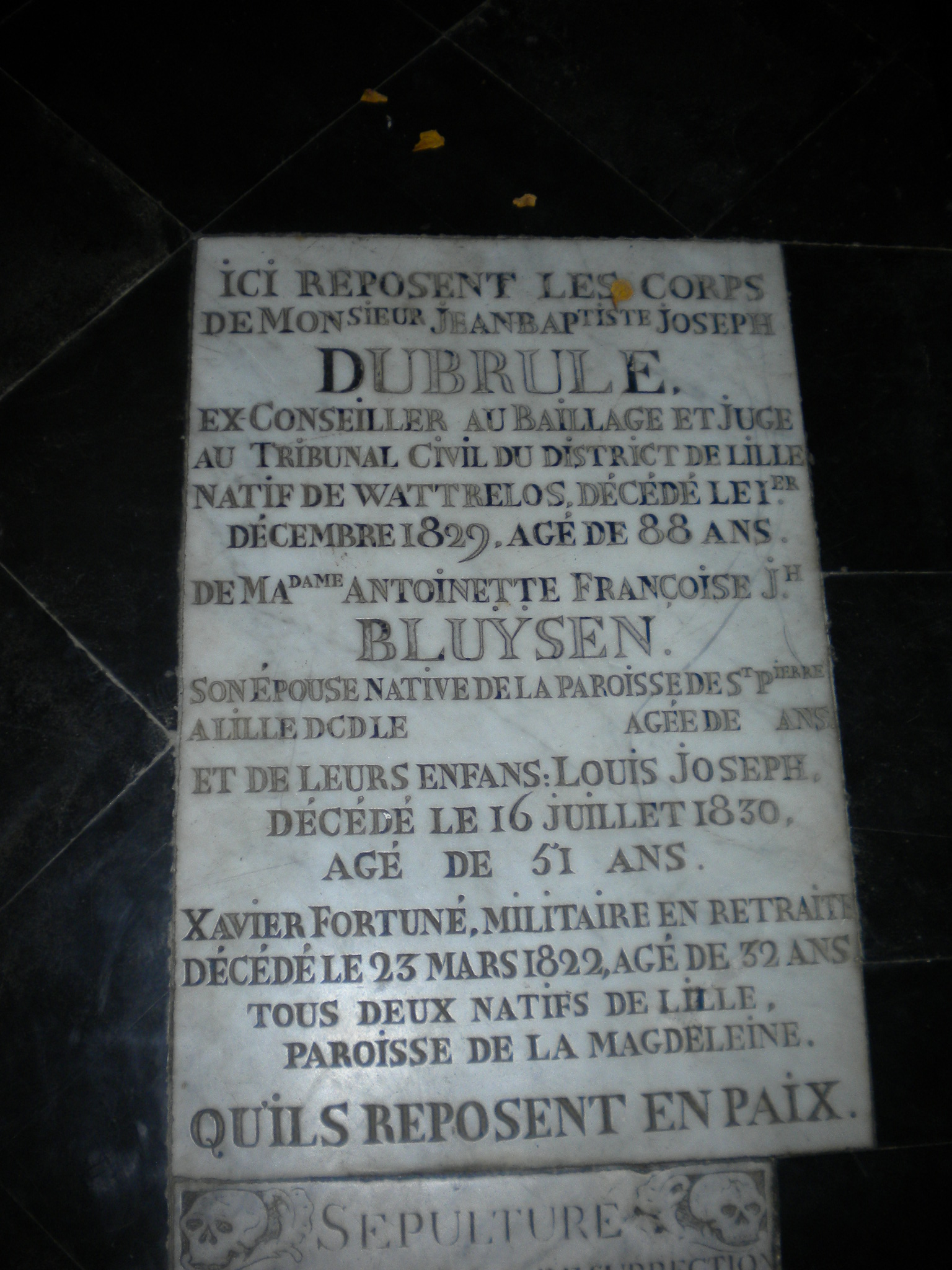
Une dalle funéraire au sol de l'église.
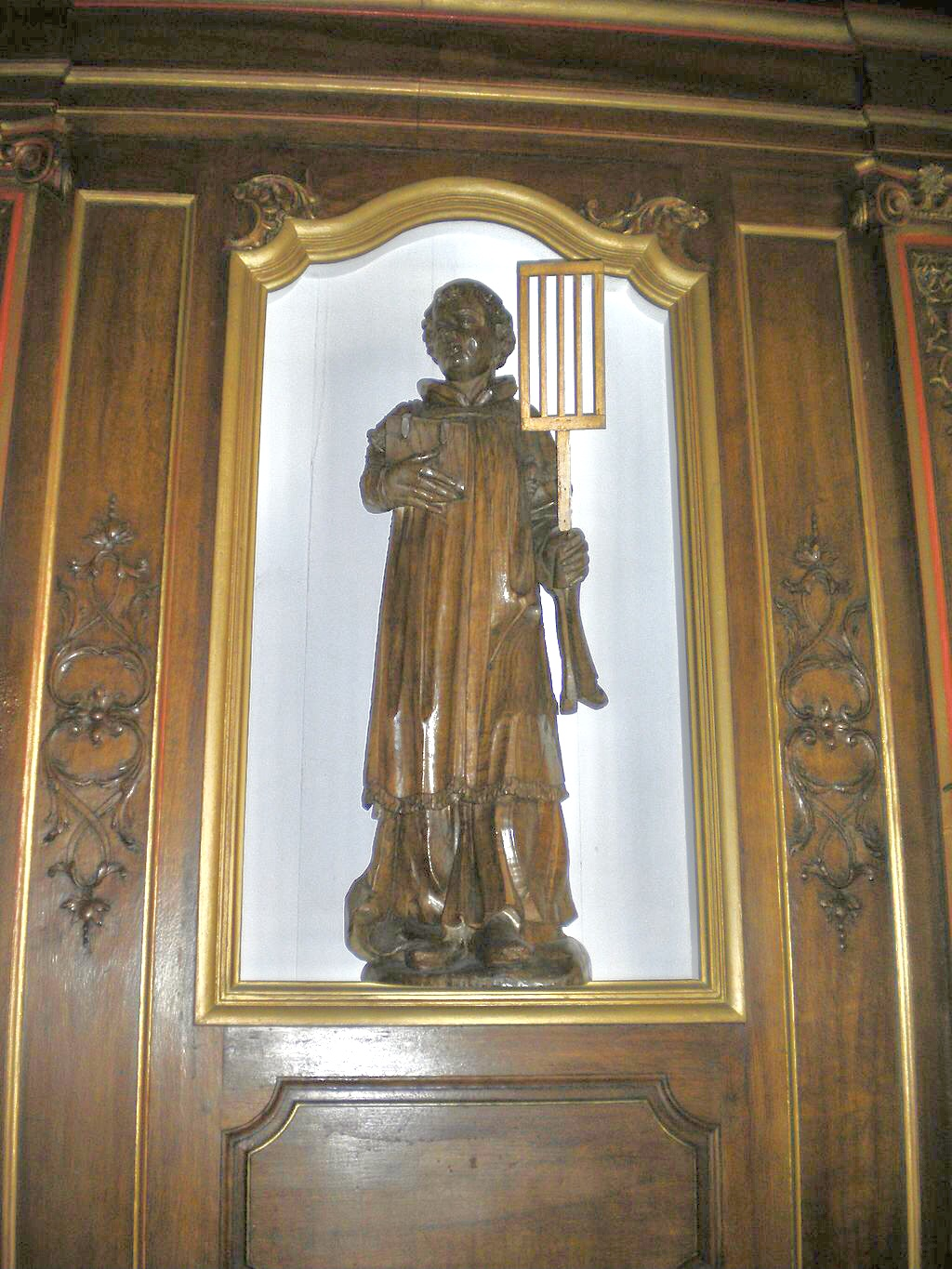
Statue de saint Laurent dans l'église.
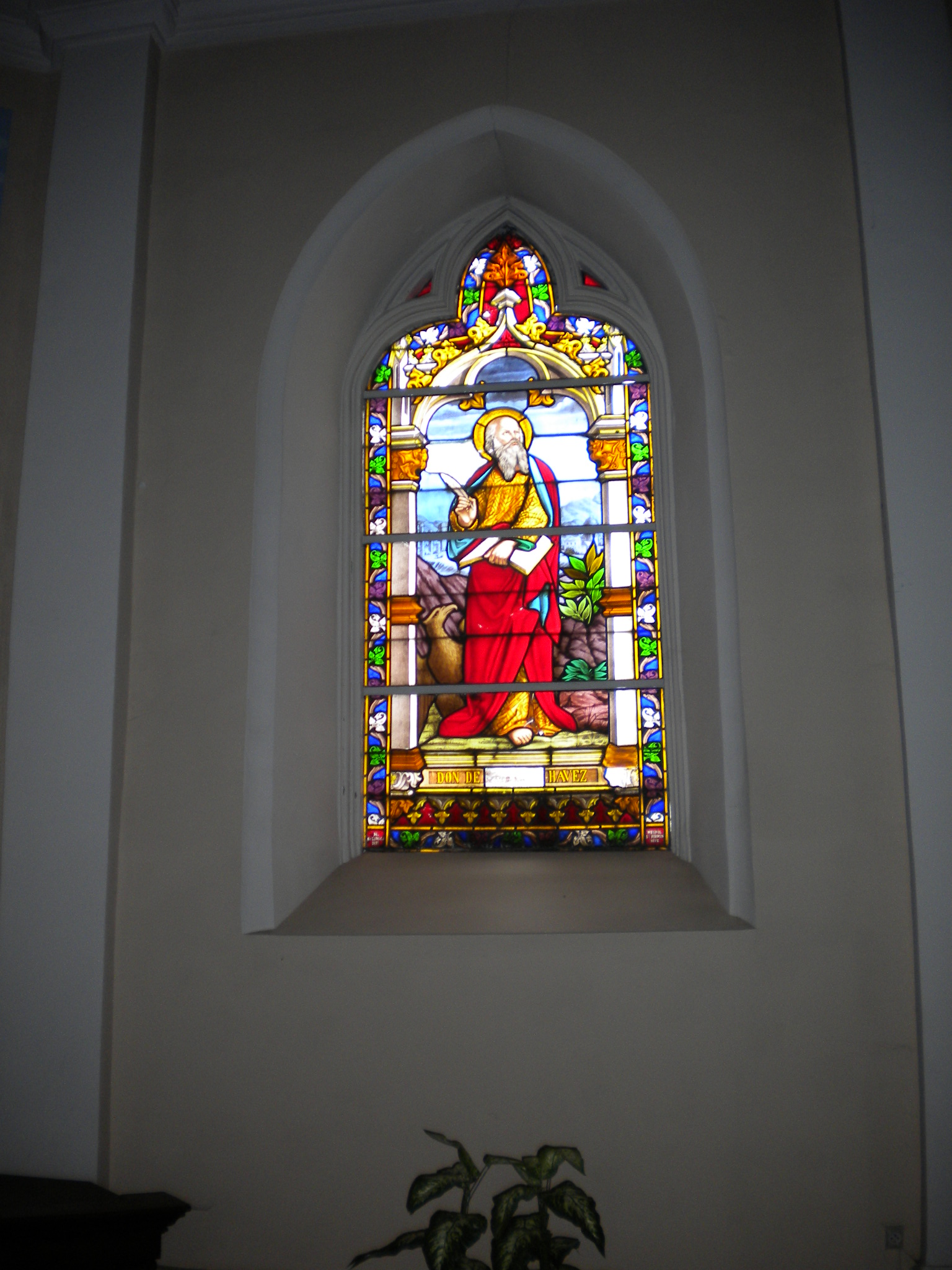
Vitrail à droite de l'autel.
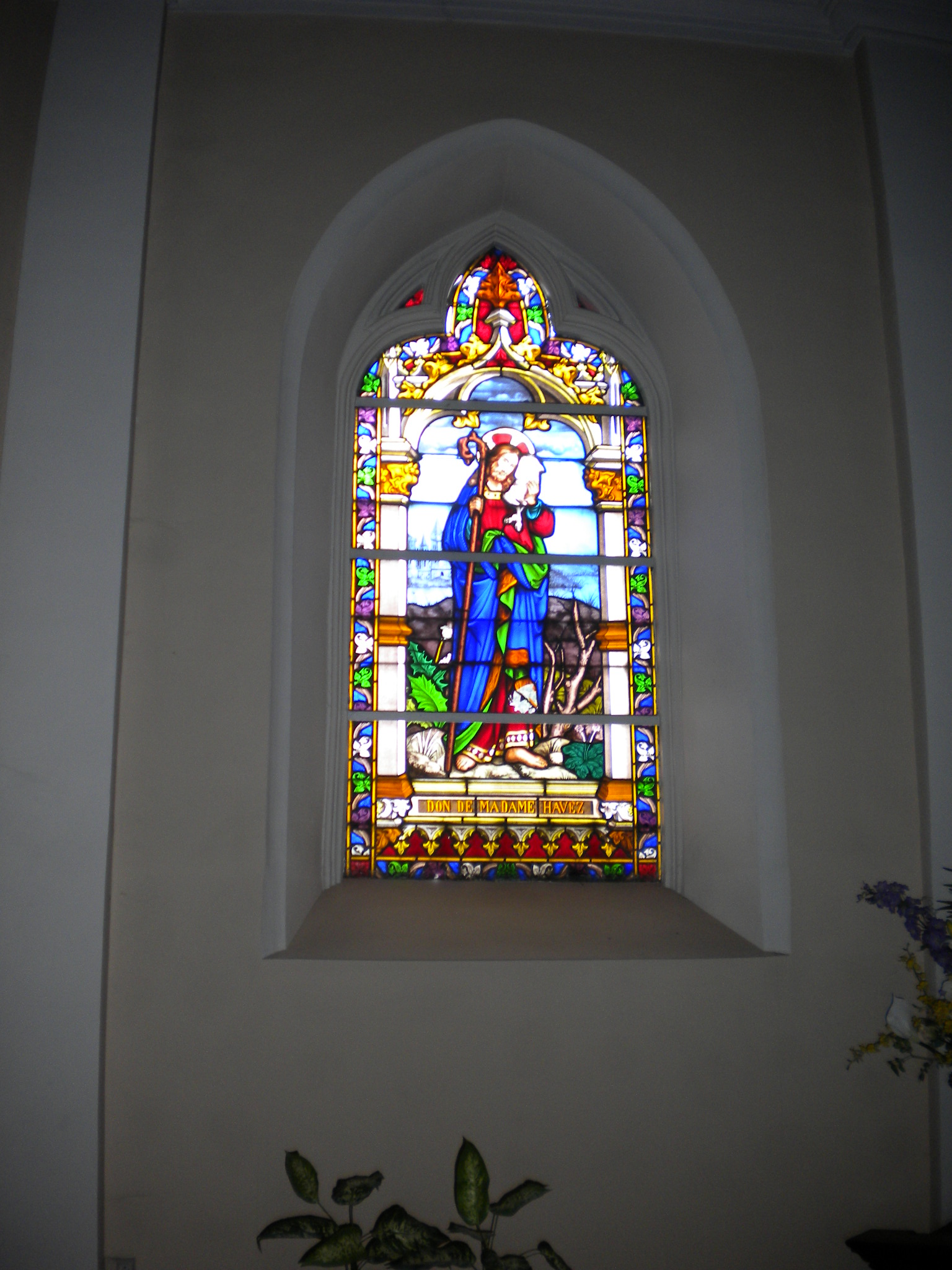
Vitrail à gauche de l'autel.

- La commune possède plusieurs chapelles-oratoires : la Chapelle Saint-Laurent, la Chapelle Notre-Dame d'Anstaing datant de 1883 ; la Chapelle des seigneurs ou du Plantis, décorée des armes de J.C.M.A. Le Maistre, seigneur d'Anstaing et de sa femme Charlotte Jacops, XVIIIe siècle ; la Chapelle à la Vierge ; une chapelle anonyme, rue Paul Lafargue, et une chapelle privée, domaine Patsoort.

La chapelle Saint-Laurent entoure une source qu'on dit ouverte miraculeusement par saint Piat de Seclin de passage dans la région. Cette source est réputée guérir les brûlures et les maladies de peau. Un pèlerinage de neuf jours (neuvaine) a lieu tous les ans au mois d'août.

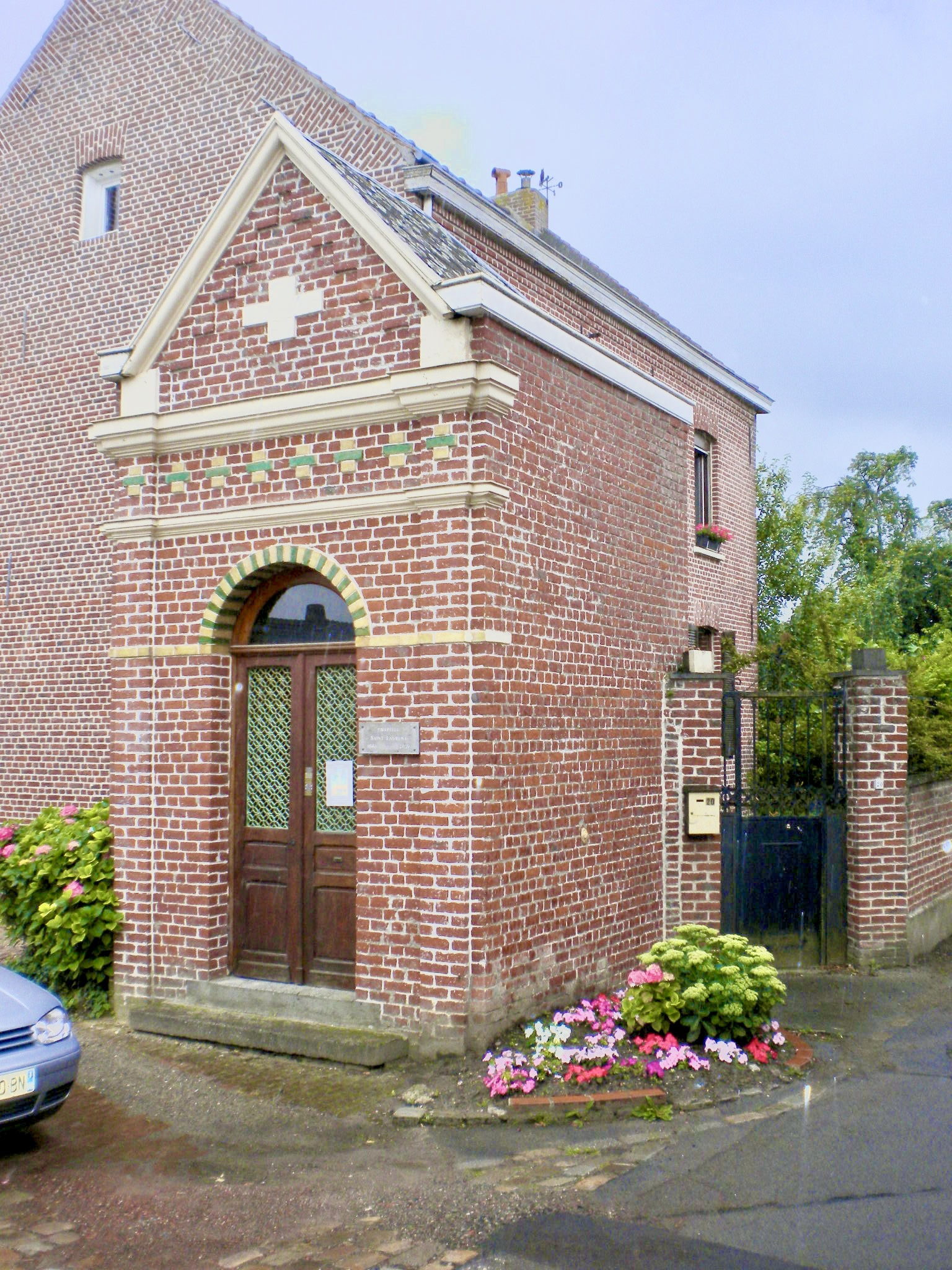
La chapelle Saint-Laurent.
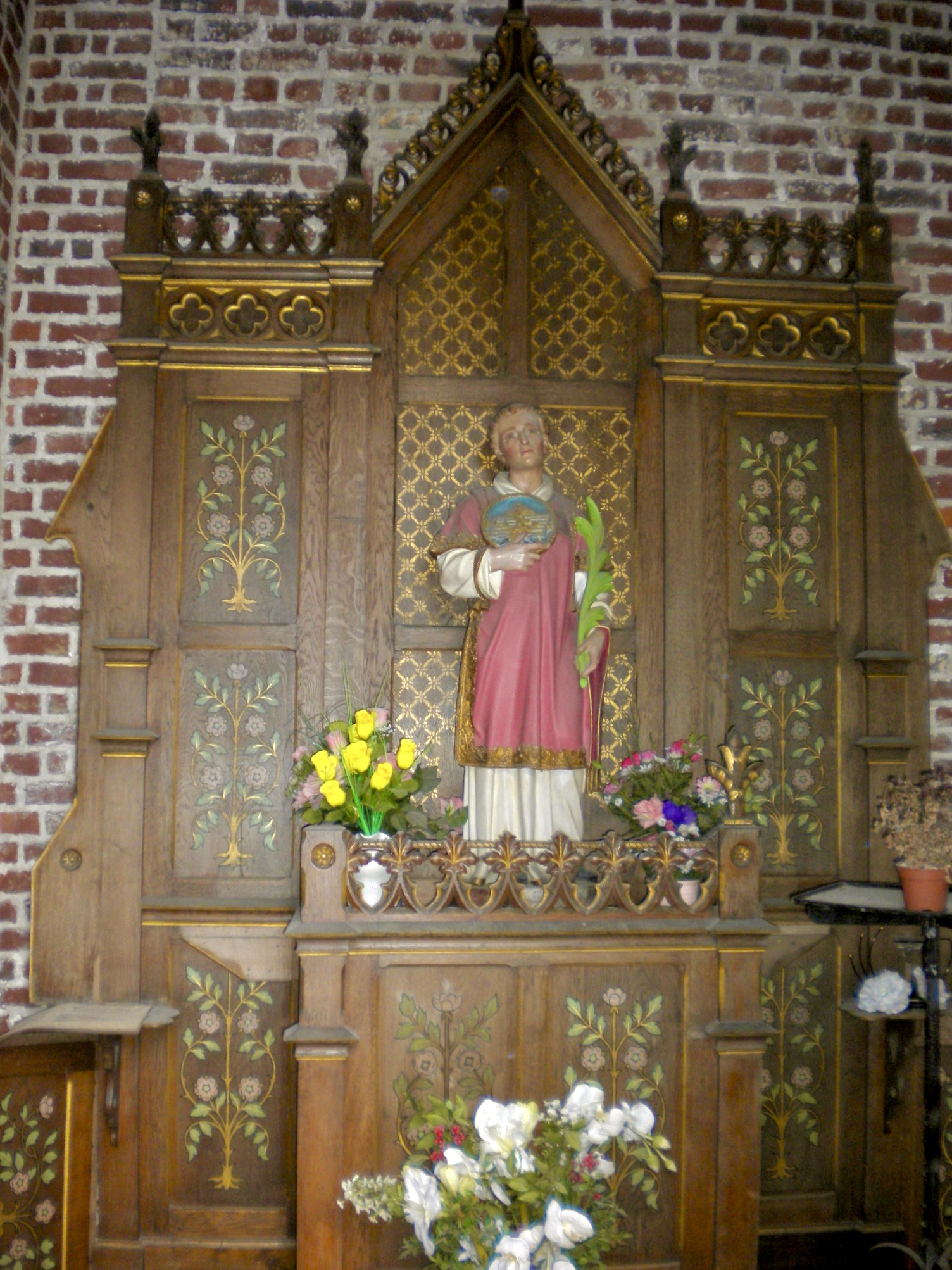
Dans la chapelle, un retable et la statue de saint Piat.
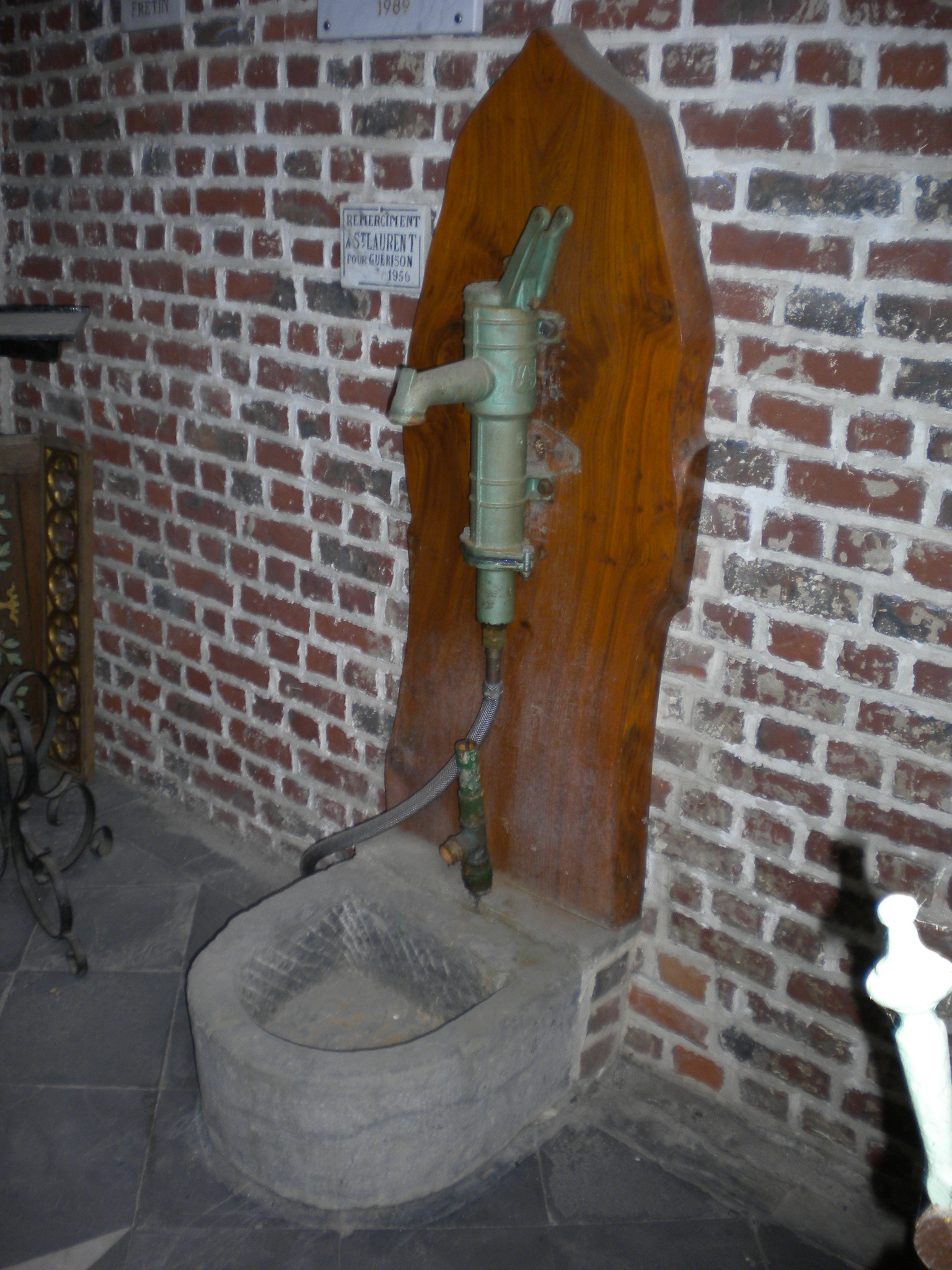
La source « miraculeuse ».

- Manoir de La Hamaide, édifié au XVIIe siècle, relais de poste, ancienne résidence de la famille Le Maistre d'Anstaing.

### Photo panoramique

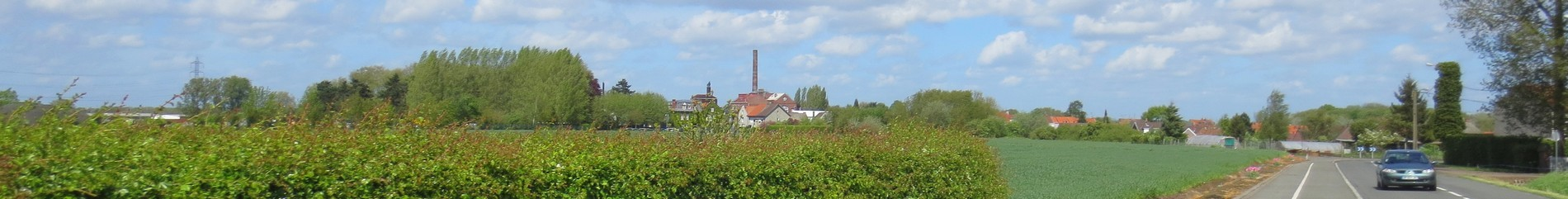
Vue panoramique d'Anstaing.

### Héraldique
| Armes d'Anstaing (Nord) | Les armes d'Anstaing se blasonnent ainsi : « D'or au premier quartier de gueules. » |

## Pour approfondir